# Marcos Mauro
Marcos Mauro López Gutiérrez, noto semplicemente come Marcos Mauro (Claypole, 9 gennaio 1991), è un calciatore argentino, difensore del Fuenlabrada.

## Caratteristiche tecniche
È un difensore centrale.

## Carriera
Cresciuto nel settore giovanile del Fuenlabrada, ha collezionato 128 presenza segnando 3 reti dal 2009 al 2013. Acquistato dal Villarreal, nelle due successive stagioni è stato ceduto in prestito in Segunda División B rispettivamente a Huesca e La Roda. Dal 2015 al 2017 ha militato nel Villarreal B dove ha giocato 55 incontri in terza divisione per poi passare a titolo definitivo al Cadice.